# Saemann
Der saemann war eine seit 1885 bestehende Monatszeitung für Mitglieder der Reformierten Kirchen Bern-Jura-Solothurn.
Herausgegeben wurde sie von einem gleichnamigen Verein. Ihm gehörten die rund 150 der 231 bernischen Kirchgemeinden an, die den saemann als offiziellen Informationsträger benutzten und ihn für ihre Mitglieder abonniert hatten. Die Herausgeberschaft war aber rechtlich eigenständig und besass redaktionelle Freiheit. Zeitweilig hatten die einzelnen Gemeinden jedoch ihre eigene Seite für Vereinsmitteilungen, Gottesdienstzeiten, Nachrufe, Kurzpredigten und dergleichen.
Der Name der Zeitung bezog sich auf Jesu Gleichnis vom Sämann (Mk 4,1–9.13–20 ). Sie erschien im November 2004 in einer Auflage von 286'773 Exemplaren.
Im Mai 2008 wurde die Zeitung mit einer eigenen Berner Redaktion unter der damaligen Leitung von Martin Lehmann in die Kirchenzeitschrift der deutschen und rätoromanischen Schweiz, reformiert., integriert.